# رييكو ناكاغاوا
رييكو ناكاغاوا (باليابانية: 中川李枝子) (29 سبتمبر 1935، سابورو في اليابان)؛ مؤلِّفة وشاعِرة غنائية، كاتِبة مُتخصِّصة في أدب الأطفال وروائية يابانية.

## روابط خارجية
- رييكو ناكاغاوا على موقع ميوزك برينز (الإنجليزية)
- رييكو ناكاغاوا على موقع ديسكوغز (الإنجليزية)